# Andrena peridonea
Andrena peridonea là một loài Hymenoptera trong họ Andrenidae. Loài này được Cockerell mô tả khoa học năm 1920.